# Hermann Fürchtegott Reemtsma

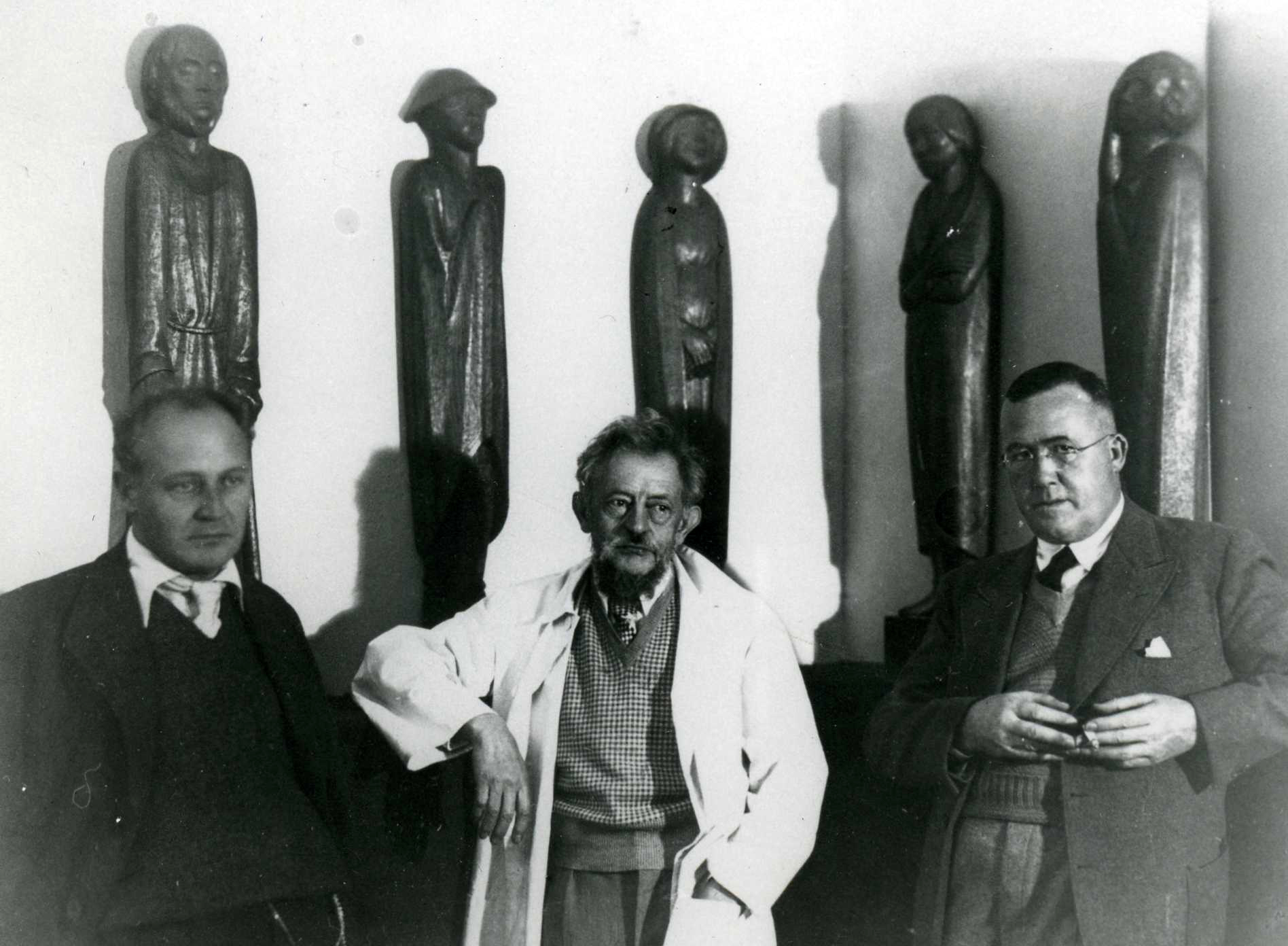
Hugo Körtzinger, Ernst Barlach und Hermann Fürchtegott Reemtsma (von links) vor dem Fries der Lauschenden durch Ernst Barlach

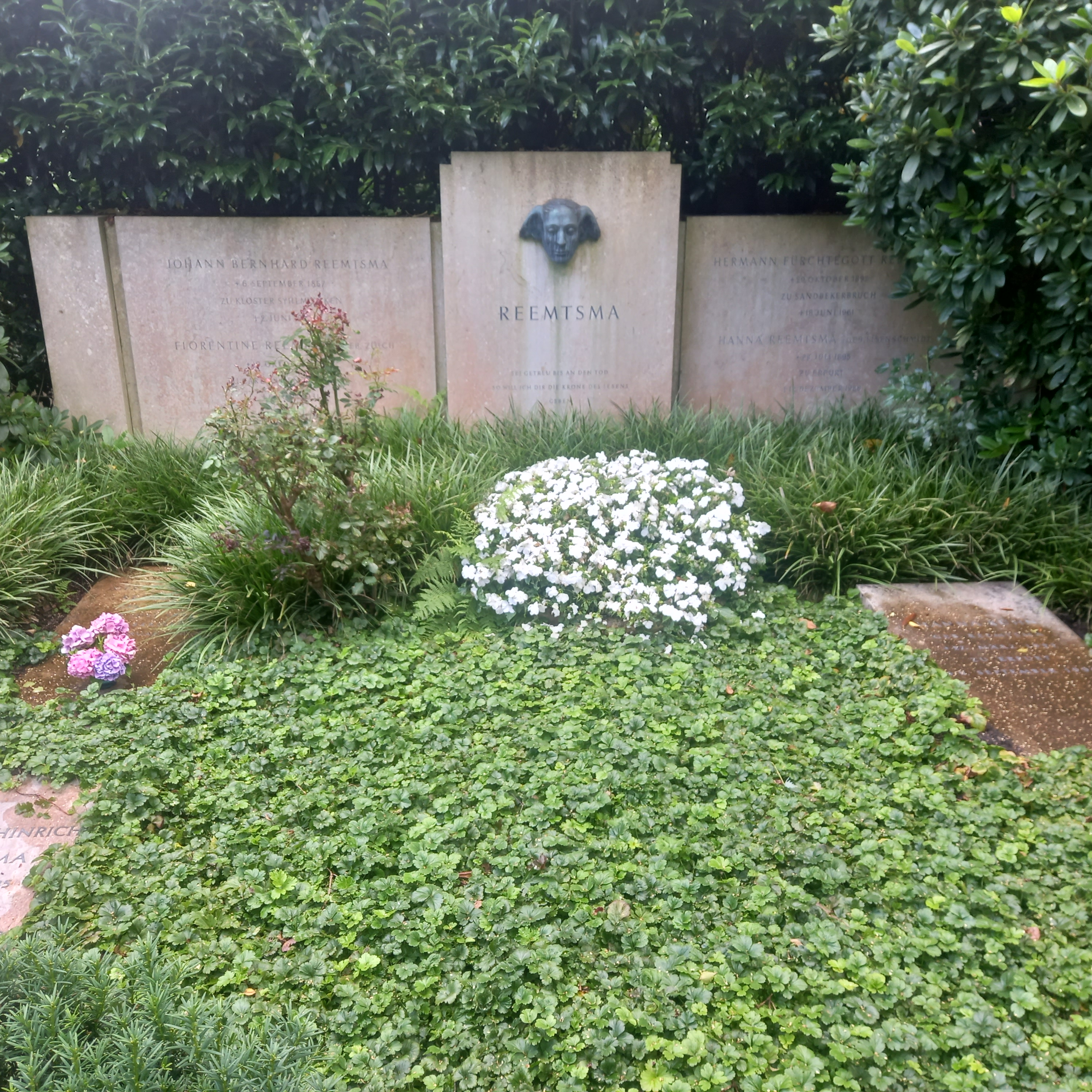
Das Grab von Hermann Fürchtegott Reemtsma und seiner Ehefrau Hanna, geborene Eisenschmidt, im Familiengrab auf dem Nienstedtener Friedhof in Hamburg

Hermann Bernhard Fürchtegott Reemtsma (* 29. Oktober 1892 in Osterholz-Scharmbeck; † 18. Juni 1961 in der Lüneburger Heide) war ein deutscher Unternehmer, Fabrikant und Mäzen.

## Leben und berufliches Wirken
Reemtsma wurde am 29. Oktober 1892 als Sohn von Bernhard Reemtsma geboren. Sein Vater war Kaufmann und Teilhaber einer Zigarrenfabrik und später selbstständiger Hersteller und Händler von Zigarren. 1894 zog die Familie nach Blankenburg. Reemtsma besuchte hier zunächst eine Bürgerschule und im Anschluss das Gymnasium Am Thie. 1908 siedelte die Familie nach Erfurt um; Reemtsma schloss das Gymnasium mit der Obersekundareife ab und begann 1909 eine dreijährige kaufmännische Ausbildung in einer Erfurter Großhandlung für Landesprodukte und arbeitete anschließend bei der „Orientalischen Tabak- & Cigarettenfabrik“ in Dresden sowie bei dem Produzenten „Halpaus“ in Breslau, bevor er 1914 eine Beschäftigung bei „Dixi“, einer 1910 von seinem Vater in Erfurt erworbenen Zigarettenmanufaktur, aufnahm.
1915 wurde er zum Wehrdienst eingezogen, 1917 aufgrund einer Erkrankung hiervon wieder freigestellt. Gemeinsam mit seinem Bruder Philip wurde er im gleichen Jahr Mitinhaber des Unternehmens seines Vaters und führte dort erste maschinelle Methoden zur Fertigung von Tabakwaren ein. In dem ab 1919 „B. Reemtsma & Söhne“ genannten Unternehmen, an dem auch sein dritter Bruder Alwin beteiligt war, übernahm Hermann Fürchtegott Reemtsma fortan die Verantwortung für Organisation, Produktion, Personalwesen und Verwaltung. In den Folgejahren wuchs das Unternehmen, erreichte größere Marktanteile und wurde 1921 in eine Aktiengesellschaft umgewandelt.
1923 verlegte das Unternehmen den Firmensitz nach Altona-Bahrenfeld, wo es weiter expandierte. Hermann Fürchtegott Reemtsma war dafür verantwortlich, dass den Angestellten vergleichsweise gute Arbeitsbedingungen und hohe Sozialleistungen geboten werden konnten. Während der Zeit des Nationalsozialismus zahlten die Unternehmer wiederholt größere Geldspenden an Hermann Göring und verschiedene Parteien, um sich im deutschen Zigarettenmarkt behaupten zu können. Reemtsma setzte sich für jüdische Angestellte ein, die aber aufgrund des politischen Drucks entlassen werden mussten.
Nach dem Ende des Zweiten Weltkriegs wurde Reemtsmas Firma unter Treuhandschaft gestellt und der Unternehmer kurzzeitig auf Anordnung der Britischen Militärverwaltung inhaftiert. 1948 durften Reemtsma und seine Brüder die Geschäftsführung wieder übernehmen. In den 1950er Jahren war das Unternehmen, heute: Reemtsma Cigarettenfabriken, Marktführer mit einem Anteil von 40 Prozent der in Deutschland produzierten Zigaretten.
Reemtsma starb überraschend ein Jahr nach dem Tod seines Bruders Philipp 1961 auf seinem Landsitz in der Lüneburger Heide.

## Persönliches
Reemtsma war seit Juli 1918 mit Johanna (Hanna) Eisenschmidt (1895–1988) verheiratet und hatte mit ihr vier Kinder: Helga, Hanna, Heike und Hermann-Hinrich. 1934 kaufte er einen Landsitz in der Lüneburger Heide, den er sowohl landwirtschaftlich als auch als Wohnsitz für seine Familie nutzte.

## Kunstsammler und Mäzen
Reemtsma war interessiert an Musik und bildender Kunst und legte dabei einen Schwerpunkt auf Kunst des 19. Jahrhunderts. Der Bildhauer und Maler Hugo Körtzinger brachte ihm die moderne Bildhauerei näher und wurde ein enger Freund und Berater des Unternehmers. Nach einem gemeinsamen Besuch bei Ernst Barlach 1934 in Güstrow förderte er den Bildhauer, Zeichner und Schriftsteller und gab bei ihm den 1935 übergebenen „Fries der Lauschenden“ in Auftrag. Die neun Skulpturen gelten als letztes großes Werk des Künstlers. Nach Barlachs Tod 1938 bemühte er sich um dessen Nachlass und wurde Mitglied des „Gremiums von Barlach-Freunden“.
1945 richtete Reemtsma auf seinem Anwesen ein für Interessierte zugängliches „Barlach-Archiv“ ein. Er war Mitbegründer der Ernst-Barlach-Gesellschaft und gründete 1960 die Ernst-Barlach-Gesellschaft – Stiftung Hermann F. Reemtsma. Das von Werner Kallmorgen entworfene Haus der Stiftung wurde ein Jahr nach dem Tod Reemtsmas 1962 eröffnet.
Neben Barlach förderte der Unternehmer auch andere Bildhauer, darunter Käthe Kollwitz, Richard Scheibe und Georg Kolbe. Zudem war er maßgeblich an der Entstehung der „Stiftung zur Förderung der Hamburgischen Kunstsammlungen“ beteiligt.

## Hermann Reemtsma Stiftung
An Hermann Fürchtegott Reemtsma erinnert heute die 1988 von Hermann-Hinrich Reemtsma gegründete Hermann-Reemtsma-Stiftung mit Sitz im Elbschlösschen in Nienstedten.